# سیارک ۱۳۶۹
سیارک ۱۳۶۹ (به انگلیسی: 1369 Ostanina، نامگذاری:1935QB) هزار و سیصد و شصت و نهمین سیارک کشف شده‌است که در ۲۷ اوت ۱۹۳۵ و در رصدخانه سایمیز کشف شد.
قدر مطلق سیارک برابر ۱۰٫۷۰ است.